# Polski Rejestr Statków

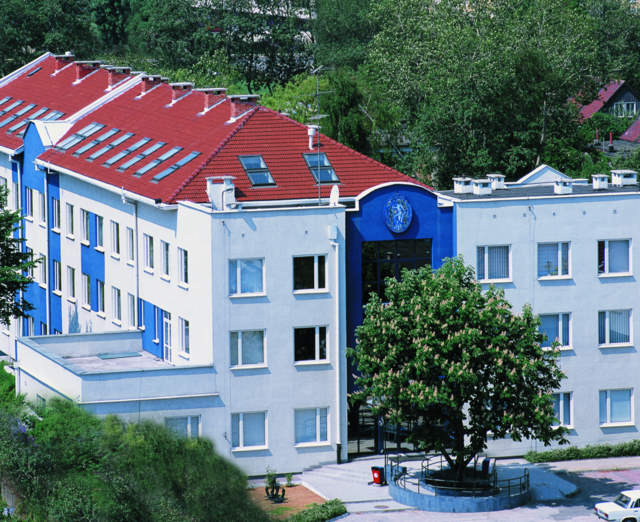
Siedziba PRS SA

Polski Rejestr Statków S.A. (PRS SA) – polskie towarzystwo klasyfikacyjne i niezależna instytucja rzeczoznawcza świadcząca usługi dla klientów na morzu i lądzie.

## Historia
Towarzystwo zostało założone w 1936 roku jako Polski Rejestr Żeglugi Śródlądowej z siedzibą w Warszawie. W 1947 roku firma została przemianowana na Polski Rejestr Statków spółka z ograniczoną odpowiedzialnością, a siedzibą został Gdańsk. Zarządzeniem Ministra Żeglugi i Komunikacji z dnia 21 marca 1950 roku ze spółki z o.o. utworzono przedsiębiorstwo państwowe pod firmą Polski Rejestr Statków. W 2000 roku PRS został przekształcony z przedsiębiorstwa państwowego w spółkę akcyjną z udziałem Skarbu Państwa, a od 2001 roku funkcjonuje formalnie jako Polski Rejestr Statków S.A. 
Polski Rejestr Statków S.A. jest jedną z nielicznych polskich instytucji, których działalność regulowana jest ustawą. Ustawa z dnia 26 października 2000 roku stanowi, że przedsiębiorstwo ma charakter użyteczności publicznej. Wypracowany zysk jest w całości przeznaczany na rozwój standardów bezpieczeństwa.
W roku 2006 PRS SA został uznany przez Komisję Europejską na zgodność z dyrektywą 94/57/WE, jako organizacja mogąca dokonywać przeglądów i wydawać certyfikaty bezpieczeństwa dla statków noszących bandery państw UE. Uznanie obejmuje statki wszystkich typów i wielkości podlegające postanowieniom międzynarodowych konwencji, uprawiające każdy rodzaj żeglugi. W 2012 roku Komisja Europejska wydała decyzję 2012/66/UE o uznaniu Polskiego Rejestru Statków jako instytucji klasyfikacyjnej w odniesieniu do statków żeglugi śródlądowej, stwierdzając spełnienie przez PRS SA kryteriów określonych w dyrektywie 2006/87/WE. Oznacza to, że towarzystwo może działać jako organizacja uznana w odniesieniu do jednostek pływających po wszystkich wspólnotowych śródlądowych drogach wodnych.
Polski Rejestr Statków jest także członkiem IACS – Międzynarodowego Stowarzyszenia Towarzystw Klasyfikacyjnych oraz posiada upoważnienia administracji morskich kilkudziesięciu państw świata do działania w ich imieniu.
PRS jest akredytowaną jednostką inspekcyjną, certyfikującą wyroby, systemy zarządzania, osoby, weryfikatorem EMAS oraz GHG w ramach systemu EU ETS.
Podmiot posiada Świadectwa Bezpieczeństwa Przemysłowego stwierdzające zdolność do ochrony informacji niejawnych o klauzulach: „POUFNE”, „NATO CONFIDENTIAL”, „EU CONFIDENTIAL”.

## Cel i przedmiot działalności
Cel i przedmiot działalności PRS SA został określony Ustawą o Polskim Rejestrze Statków z dnia  26 października 2000 r. (Dz.U. z 2023 r. poz. 966).
„Art. 9. Celem PRS SA jest działanie na rzecz bezpieczeństwa statków, bezpieczeństwa innych obiektów, znajdujących się na nich osób i ładunków oraz ochrony środowiska morskiego.
Art. 10. Przedmiotem działalności PRS SA jest w szczególności:
1. klasyfikacja statków i innych obiektów oraz wykonywanie nad nimi nadzoru technicznego,
2. wykonywanie niezależnego nadzoru rzeczoznawczego,
3. prowadzenie certyfikacji i szkoleń, stosownie do obowiązujących przepisów,
4. prowadzenie i wspomaganie badań naukowych oraz eksperymentów”.

## Zakres działalności
- Nadzory i certyfikacja na zgodność z wymaganiami własnych przepisów klasyfikacji i budowy, międzynarodowych konwencji i kodeksów (IMO, ILO) oraz przepisów państwowych w odniesieniu do:
  - statków morskich i śródlądowych, łodzi, jachtów, okrętów wojennych i innych obiektów pływających oraz przedsiębiorstw armatorskich,
  - konstrukcji stalowych, rurociągów i instalacji przesyłowych oraz obiektów lądowych,
  - materiałów i wyrobów,
  - przedsiębiorstw serwisowych i wytwórni,
  - kontenerów,
  - przedsiębiorstw pośrednictwa pracy dla marynarzy.

- Certyfikacja wyrobów na zgodność z dyrektywami i rozporządzeniami Unii Europejskiej.
- Laboratorium badawcze na potrzeby certyfikacji wyrobów.
- Certyfikacja systemów zarządzania.
- Certyfikacja osób.
- Rzeczoznawstwo, ekspertyzy i doradztwo techniczne, analizy techniczno-finansowe.
- Nadzory przemysłowe nad budową, remontami i eksploatacją obiektów i urządzeń infrastruktury technicznej, takich jak:
  - konstrukcje stalowe, wieże, maszty, zbiorniki,
  - systemy przesyłowe mediów energetycznych i mediów komunalnych, tłocznie i stacje redukcyjno-pomiarowe, przepompownie,
  - morskie urządzenia górnicze,
  - morskie farmy wiatrowe,
  - budowle hydrotechniczne,
  - obiekty kubaturowe,
  - obiekty służące ochronie środowiska na lądzie,
  - autostrady, węzły komunikacyjne, drogi, ulice, mosty, wiadukty, przepusty – wraz z ich infrastrukturą.
- Szkolenia.